# Мајкл Катер
Мајкл „Мајк” Катер је измишљени лик дугогодишње НБЦ-ове серије Ред и закон и њеног огранка Ред и закон: Одељење за специјалне жртве ког је тумачио Линус Роуч. Лик је дебитовао на почетку осамнаесте сезоне серије Ред и закон која је почела 2. јануара 2008. и остао је до последње епизоде серије „Гумена соба“ 24. маја 2010. године. Лик се вратио на телевизију на почетку тринаесте сезоне серије Ред и закон: Одељење за специјалне жртве која је почела 21. септембра 2011. године. Појавио се у шездесет и три епизоде серије ред и закон и четири ОСЖ-а.

## О лику

### Појављивање

#### Ред и закон
У серији Ред и закон, Катер је извршни помоћник окружног тужиоца након именовања његовог претходника Џека Мекоја (Сем Вотерстон) на место окружног тужиоца Њујорка које је напустило Артур Бренч (Фред Далтон Томпсон).
Блиско сарађује са Кони Рубирозом (Алана де ла Гарза), помоћницом окружног тужиоца која је раније помагала Мекоју. Због тога је с њом повремено разговарао о Мекоју - обично са притужбама - у покушају да разуме свог новог шефа. Као што сведочи његово прво појављивање, познат му је бивши окружни тужилац Артур Бренч, што значи да је очигледно био у тужилаштву док је Бренч био тужилац бар једном приликом. У епизоди "Квник" открива да подржава казну смрти. У епизоди "Лажно сведочење", замало је убијен у купатилу зграде суда пре него што су га у последњем тренутку спасили детективи Сајрус Лупо (Џереми Систо) и Кевин Бернард (Ентони Андерсон).
У епизоди "Невиност", Катеров бивши професор права са Универзитета "Хадсон" покреће питање у вези његове квалификације за бављење правом. Иако је одрадио потребан постдипломски рад, неколико академских бодова није уписано у његову академску евиденцију. Као исход недостајућих бодова, Катер никада није стекао постдипломску диплому. Упркос недостатку основних студија, Катер је похађао и дипломирао на правном факултету, међутим, он је „овековечио“ надзор надгледницима адвокатуре лажно им приказујући да је добио диплому и примљен у правну комору државе Њујорк. Исте погрешне приказе изнео је и када се пријавио за место у Окружном тужилаштву. На крају епизоде, од надгледника права прима примедбу у којој се такође наводи да недостатак у његовом академском пореклу не доводи у питање његове претходне осуде. Писмо је објављено у часопису Правни журнал следећег дана и он је могао да задржи своју законску дозволу.

#### Ред и закон: Одељење за специјалне жртве
Године 2011. лик је уведен у серију Ред и закон: Одељење за специјалне жртве. У универзуму серије, Катер је унапређен у окружном тужилаштву за шефа Бироа ПОТ-а где надгледа помоћнике окружних тужилаца распоређених у Одељење за специјалне жртве, а посебно најзначајније дугогодишње ПОТ за специјалне жртве Александру Кабот (Стефани Марч) и Кејси Новак (Дајен Нил). Представљен је као шеф бироа ОСЖ-а у епизоди "Спаљена земља" у којој је италијански дипломата оптужен за силовање хотелске собарице. Радио је са Каботовом на парници случаја. Када јој је рекао да одустају од оптужби, она је просведовала због његове одлуке говорећи: „Све што сам икад чула било је како је Мајк Катер био крсташ за правду“. Случај је доспео на суђење, али порота је била у подељена због оптужбе за силовање.
У епизоди "Прави верници", Катер преузима водећу улогу у случају када је Каботова била недоступна када је студент музичке академија (Софија Васиљева) силована под претњом оружјем од стране растурача дроге. Моћни заступник Бајард Елис (Андре Брауер) у својој одбрани користио је питања рода, а Катер није успео да обезбеди пресуду у случају. Катерове снажне тактике нису биле добре за детективе ОСЖ-а, поготово за детектива Ника Амара (Дени Пино), ког је наредник Џон Манч (Ричард Белзер) морао да смирује кад му је Катер поставио питање о законитости њиховог хапшења.
Катер је последњи пут виђен у епизоди "Очева сенка", у којој је гонио продуцента ријалитија због силовања амбициозне глумице.

### Личност

#### Правна тактика
Роуч је описао свој лик на следећи начин: "Понекад је помало опасан; није нужно угодан тип момка." (...) "Стало му је до правде ... али понекад те циљеве достиже непрописно и некако је нелинеаран."
Као и његов претходник, Џек Мекој, Катер је напоран у потрази за правдом до те мере да је спреман да изврши или прекрши правила како би обезбедио осуђујућу пресуду. У епизоди "Тами" детективи Сајрус Лупо (Џереми Систо) и Ед Грин (Џеси Л. Мартин) проналазе највероватније скровиште жртве отмице након што је Лупо испитао оца преминулог осумњиченог знајући да отац болује од Алцхајмерове болести и да не може тачно да се сети адреса продавнице. Када је председавајућем судији тражен налог за претрес, он је одбио да изврши налог без додатних доказа, попут рачунаризоване полицијске евиденције која, јер град ије имао струје, није била доступна. Коцкајући се да би касније могао да оправда своје поступке, Катер говори детективима да ипак уђу у просторије. У епизоди „Без зхатева“, он је замало подмеће лажно сведочио.
У епизоди "Танго", Катер схвата да се једном од поротника свиђа његова ПОТ Кони Рубироза (Алана де ла Гарза). Он јој то није помињао и подстакао ју је да уместо њега унакрсно испитује сведоке. Када је сазнала истину, Кони се осећала као да ју је Катер "подводио пред поротом". Без обзира на то, у наредној епизоди је приказано како имају стабилан, пријатељски радни однос. У епизоди "Сјајно прерушавање", Катер је говорио о својим поступцима док је унакрсно испитивао окривљеног у покушају да извуче оптужујуће сведочење, али је тврдио да је тражио да му одговори на питање, а не да је превари, на њено незадовољство. На крају епизоде он јој се извинио, што је она прихватила.
Познато је да Катер воли да превари могуће сведоке како би их натерао да сведоче. Пред крај "Тама", Катер је искористио ћерку једног човека да и га натерао да сведочи. У другој епизоди убедио је младу девојку да се њен рођак може суочити са озбиљним оптужбама уколико не разговара. Чак је једном застрашивао окривљеног у епизоди "Бабарога". Подразумевајући да је члан скупине под називом "Системотикс" сличне Сајентолошкој цркви, Катер је искористио параноју оптуженог да добије нагодбу. У епизоди "или умри", Катер се претварао да је руски шпијун да би изазвао умно оболелог сведока да га удари у главу пред др. Елизабет Оливет (Керолин Мекормик) и показао јој да је сведок претња и себи и другима не остављајући јој другог избора него да му нареди да узима антипсихотичне лекове. Катер је имао користи од свог изазивања јер је медицински сведок сада био у могућности да пружи кохерентно сведочење.
У последњој епизоди 19. сезоне "Удављени и спашени", Мекој се сложио да неће да подноси кривичну пријаву против гувернера Доналда Шелвоја (Том Еверет Скот) у замену за сведочење против његове супруге као део признања кривице и нагодбе у случају проституције и убиства. Међутим, након што је Мекој напустио просторију, Катер је показао лист хартије Шелвоју који садржи списак девојака са позивнице које је гувернер посетио и захтева да поднесе оставку иначе ће изложити списак. Касније, након што је Шелвој јавно поднео оставку, Катер је открио да је лист празан.
У епизоди "Бесмртни" 20. сезоне, када је Катер испитивао поручницу Аниту ван Бјурен (Ш. Епата Меркерсон), он је искористио њено стално лечење рака да би победио у парници. Ван Бјуренова је касније разговарала са њим ван суда и оптужила га да ју је искористио и прекршио њену приватност. На крају епизоде, подразумевало се да њих двоје не говоре.

### Лични живот
Катер је про-животно настројен.
У неколико епизода подразумевало се да Катер гаји романтична осећања према Рубирози. Мекој, упркос томе што је доживео контроверзу због сопствених веза са разним бившим ПОТ-овима, изгледа да разуме како се Катер осећа. У епизоди "За одбрану" наговештено је да је Рубироза свесна да га привлачи, али њена сопствена осећања остала су двосмислена.
Катерови родитељи су се развели када је имао 10 година и од тада је имао врло мало контаката са оцем.